# 李在珍 (導演)
李在珍（韓語：이재진），韓國電視劇導演。

## 作品列表

### 電視劇
- 2011年：MBC《Miss Ripley》
- 2011年：MBC《深夜醫院》
- 2012年：MBC《吳子龍走吧》
- 2013年：MBC《Drama Festival - 森林裡沉睡的魔女》
- 2013年：MBC《黃金彩虹》
- 2014年：MBC《說出你的願望》
- 2014年：MBC《Drama Festival－馨榮堂日記》
- 2015年：MBC《我的女兒，琴四月》
- 2016年：MBC《拖旅行箱的女人》
- 2017年：MBC《多樣的兒媳》
- 2019年：MBC《The Banker》
- 2020年：MBC《愛我的間諜》
- 2023年：MBC《第三次結婚》

### 助理導演作品
- 2009年：MBC《做得好 做得妙》
- 2010年：MBC《暴風的戀人》

## 外部連結
- NAVER （页面存档备份，存于）